# Hecalapona inflamma
Hecalapona inflamma är en insektsart som beskrevs av Delong och Freytag 1975. Hecalapona inflamma ingår i släktet Hecalapona och familjen dvärgstritar. Inga underarter finns listade i Catalogue of Life.